# Akishima (Tokio)
Akishima (昭島市 Akishima-shi?) es una ciudad ubicada en Tokio Occidental, la parte occidental de la Metrópolis de Tokio, Japón.
Según datos del 2010, la ciudad tiene una población estimada de 112.477 habitantes y una densidad de 6.490 personas por km². El área total es de 17,33 km².
La ciudad fue fundada el 1 de mayo de 1954, luego de la fusión del pueblo de Shōwa y la villa de Hajima.
Es una de las ciudades de Tokio Occidental (ubicado al oeste de los 23 barrios de Tokio). El río Tama recorre dicha ciudad y se ubica el acueducto Tamagawa, construido en 1653 para suplir el agua a la antigua ciudad de Edo.
También se ubica el Parque Memorial Shōwa, que rinde memoria al Emperador Shōwa, y que se extiende hasta la ciudad de Tachikawa.

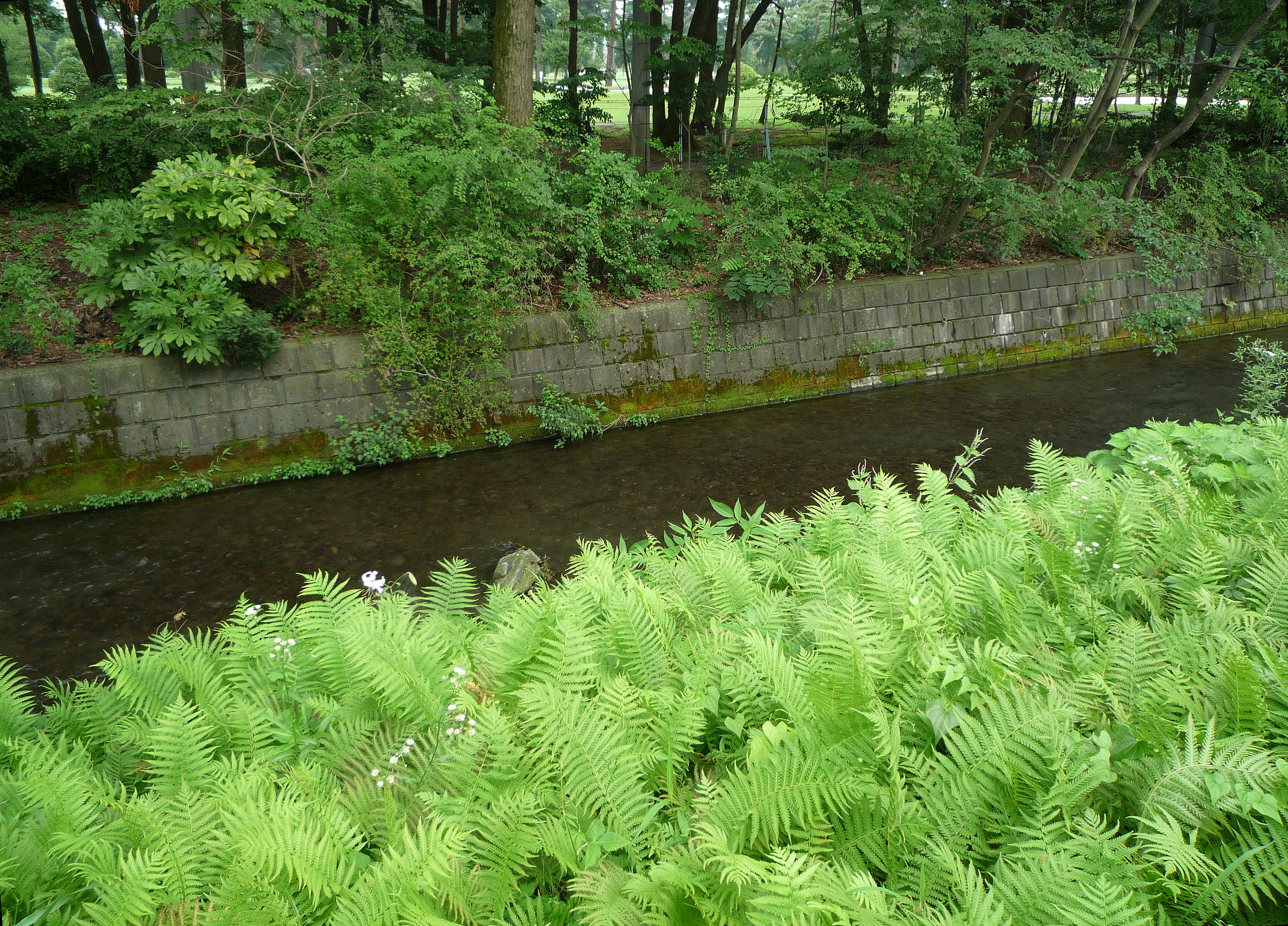
Acueducto Tamagawa

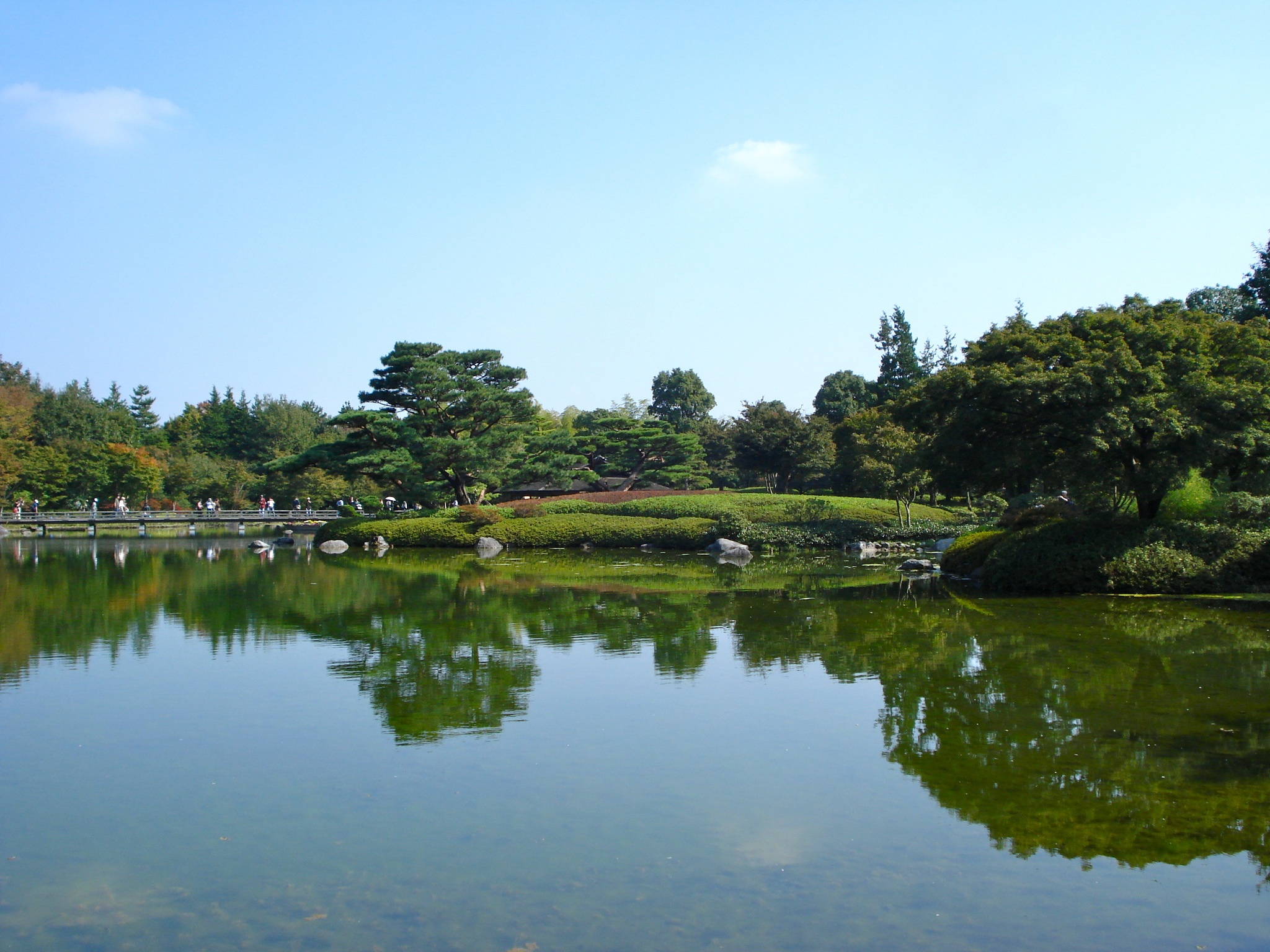
Parque Memorial Shōwa